# Veranópolis
Veranópolis est une municipalité brésilienne de l’État de Rio Grande do Sul.

## Personnalités
- Elói Zorzetto (1959- ), journaliste, est né à Veranópolis.